# Campeonato Asiático de Atletismo de 2017 - Salto em distância feminino
A prova do salto em distância feminino do Campeonato Asiático de Atletismo de 2017 foi disputada no dia 6 de julho de 2017 no Kalinga Stadium em Bhubaneswar, na Índia. 

## Recordes
Antes desta competição, os recordes mundiais e do campeonato nesta prova eram os seguintes:
|                       | Nome               | Nacionalidade   | Distância | Local     | Data                |
| --------------------- | ------------------ | --------------- | --------- | --------- | ------------------- |
| Recorde mundial       | Galina Chistyakova | União Soviética | 7m 52cm   | Leningrad | 11 de junho de 1988 |
| Recorde do campeonato | Guan Yingnan       | China           | 6m 83cm   | Fukuoka   | 1998                |
| Recorde asiático      | Yao Weili          | China           | 7m 01cm   | Jinan     | 4 de junho de 1993  |

## Medalhistas
| Ouro                   | Prata                    | Bronze             |
| Bùi Thị Thu Thảo (VIE) | Nellickal V. Neena (IND) | Nayana James (IND) |

## Resultado final

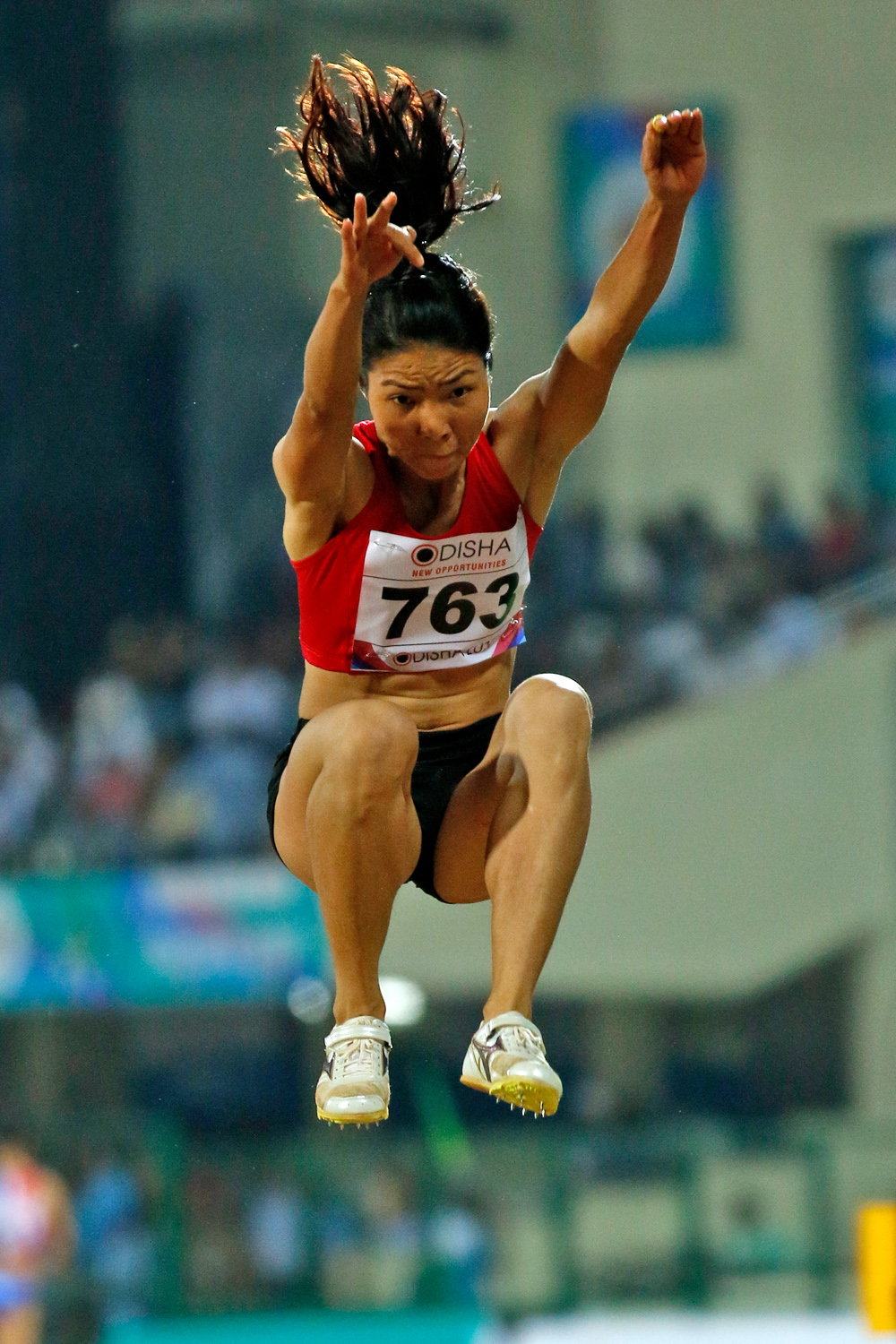
A medalhista de ouro, Bùi Thị Thu Thảo do Vietnã

| Posição           | Atleta                | Nacionalidade | #1   | #2   | #3   | #4   | #5   | #6   | Resultados | Notas |
| ----------------- | --------------------- | ------------- | ---- | ---- | ---- | ---- | ---- | ---- | ---------- | ----- |
| Medalha de ouro   | Bùi Thị Thu Thảo      | Vietname      | 6.54 | x    | x    | x    | x    | 6.44 | 6.54       |       |
| Medalha de prata  | Nellickal V. Neena    | Índia         | 6.25 | 6.32 | 5.95 | 6.54 | 6.26 | 6.16 | 6.54       |       |
| Medalha de bronze | Nayana James          | Índia         | 6.32 | x    | x    | 6.31 | 6.42 | 6.33 | 6.42       |       |
| 4                 | Tamaka Shimizu        | Japão         | 5.79 | 6.00 | 6.01 | 5.98 | 6.21 | x    | 6.21       |       |
| 5                 | Marestella Torres     | Filipinas     | x    | x    | 6.20 | x    | 6.14 | 6.10 | 6.20       |       |
| 6                 | Li Ying               | China         | 6.19 | x    | 6.11 | 6.11 | x    | 6.00 | 6.19       |       |
| 7                 | Sachiko Masumi        | Japão         | 5.95 | x    | x    | 6.06 | x    | 6.11 | 6.11       |       |
| 8                 | Gothandapni Karthika  | Índia         | 5.96 | x    | 5.94 | 5.91 | 5.83 | 5.86 | 5.96       |       |
| 9                 | Liou Ya-jyun          | Taipé Chinesa | 3.77 | 5.86 | 5.87 |      |      |      | 5.87       |       |
| 10                | Noor Shahidatun Nadia | Malásia       | 5.84 | 5.79 | 5.56 |      |      |      | 5.84       |       |
| 11                | Keshari Chaudhari     | Nepal         | x    | x    | 5.15 |      |      |      | 5.15       |       |
| 12                | J. Al-Saed            | Kuwait        | 4.71 | 4.66 | 4.80 |      |      |      | 4.80       |       |
| 13                | A. Al-Muzien          | Kuwait        | 3.73 | 3.81 | 3.82 |      |      |      | 3.82       |       |

Legenda
| Recorde mundial       | Recorde mundial (World record)               |                       | Recorde africano                      | Recorde africano (African) |                                           | Q | Classificado por posição (Qualified) |
| Recorde do campeonato | Recorde do campeonato (Championship record)  | Recorde da América    | Recorde da América (Americas)         | q                          | Classificado por melhor tempo (Qualified) |   |                                      |
| Melhor marca do ano   | Melhor marca do ano (World leading)          | Recorde asiático      | Recorde asiático (Asian)              | DNS                        | Não largou (Did not start)                |   |                                      |
| Recorde nacional      | Recorde nacional (National record)           | Recorde europeu       | Recorde europeu (European)            | DNF                        | Não terminou (Did not finish)             |   |                                      |
| Recorde pessoal       | Recorde pessoal do atleta (Personal best)    | Recorde da Oceania    | Recorde da Oceania (Oceania)          | DSQ / DQ                   | Desclassificado (Disqualified)            |   |                                      |
| Recorde da temporada  | Recorde da temporada do atleta (Season best) | Recorde sul-americano | Recorde sul-americano (South America) | NM                         | Sem marca (No mark)                       |   |                                      |